# 中井芳楠
中井 芳楠（なかい ほうなん、1853年（嘉永6年） - 1903年（明治36年）2月9日）は、明治期の銀行家、教育者。正六位勲五等。

## 経歴
和歌山藩士として生まれる。1875年（明治8年）慶應義塾を卒業し和歌山藩校にて教鞭を取り第四十三国立銀行支配人となる。1880年（明治13年）、横浜正金銀行に入行しロンドンに派遣され支店長となる。日清戦争の功で勲等を受ける。南方熊楠らと親しくしており、帰国後に東京本郷の自宅で死亡。勤勉家で、ロンドンから送った文章を文庫に寄贈した。
長屋喜弥太らと共に、紀州徳川家の援助を得て私塾自修社（後の自修学校）を創設。